# جپاریت
جپاریت (به انگلیسی: Jeparit) یک شهرک در استرالیا است که در ویکتوریا (استرالیا) واقع شده‌است.